# Pereskia zinniiflora
Pereskia zinniiflora är en kaktusväxtart som beskrevs av Augustin Pyramus de Candolle. Pereskia zinniiflora ingår i släktet trädkaktusar, och familjen kaktusväxter. Inga underarter finns listade i Catalogue of Life.